# Bataillon d'infanterie coloniale de Diégo-Suarez
Le bataillon d'infanterie coloniale de Diégo-Suarez est une unité militaire des troupes coloniales, rattachée à l'Armée de terre française et stationnée à Diégo-Suarez. Le bataillon est créé en 1905 par séparation d'un bataillon du 13e régiment d'infanterie coloniale et fusionne en 1926 dans le 2e régiment mixte de Madagascar.

## Historique
Le régiment est créé en 1905 à Diégo-Suarez. Le bataillon compte quatre compagnies : une au camp d'Ambre (Joffreville), deux à Antsirane et une détachée à Saint-Denis de La Réunion.
Le 1er juillet 1926, le bataillon d'infanterie coloniale de Diégo-Suarez fusionne avec le bataillon de tirailleurs malgaches de Diégo-Suarez (ex-3e régiment de tirailleurs malgaches) et forme le 2e régiment mixte de Madagascar,.